# NGC 3030
NGC 3030 في الفهرس العام الجديد، هي مجرة، تقع في كوكبة السدس. اكتشفت في 8 فبراير 1886 بواسطة لويس سويفت.

## روابط خارجية
- NGC 3030 على موقع ويكي سكاي: DSS2, SDSS, GALEX, IRAS, Hydrogen α, X-Ray, Astrophoto, Sky Map, Articles and images